# Arco-Valleyparel
De Arco-Valleyparel is een grote, onregelmatig gevormde zoutwaterparel. De parel is al duizend jaar lang bekend en zou volgens de overlevering rond 1295 door de Chinese heerser Kublai Khan aan Marco Polo zijn geschonken. De wit glanzende parel kwam na veel omzwervingen in handen van het aristocratische, Duits-Oostenrijkse geslacht van de graven von Arco auf Valley.
De Arco-Valleyparel, men noemt een dergelijke onregelmatige parel een "barokparel", is met een gewicht van 575 karaat of 2300 grein en een grootte van 79 x 41 x 34 millimeter de op twee na grootste parel ter wereld. Alleen de Danat-Sheikha-Fathima-bint-Mubarakparel (856,58 karaat) en de Parel van Azië (600 karaat) zijn groter.
De barokke parel is nooit bewerkt of gezet. De parel leent zich door de vorm niet voor een sieraad maar in de 17e en 18e eeuw werden barokke parels vaak verwerkt in fantasievolle sculpturen waarin de parel bijvoorbeeld het lijf van een dier vormde.
Abernathyparel ·
Parel van Bao Dai · 
La Pelegrina · 
Gogibus ·
Shah Sofi ·
La Peregrina ·
Sara/Tavernier/Shaista Khan · 
Parel van Allah ·
Parel van Karel I ·
Parel van Karel II ·
Jomonparel · 
Greshamparel ·
La Reine des Perles ·
Abernathyparel · 
La Huerfana · 
De Hopeparel · 
Imperial Hong Kong Pearl ·
La Régente ·
Parel van Koeweit ·
Manciniparels · 
Drexelparel ·
De Parel van Azië · 
Arco-Valleyparel · 
Christopher Walling Abaloneparel · 
Survivalparel · 
Oviedoparel ·
Queen/Patersonparel